# Vicus Iugarius
Le Vicus Iugarius est une rue de la Rome antique permettant d'accéder au Forum Romain depuis le quartier du Vélabre.

## Histoire
Le Vicus Iugarius est une voie très ancienne, qui existe peut-être déjà avant la fondation de Rome. Il s'agit probablement d'une section d'une route commerciale qui permettait de rejoindre le Tibre, à l'endroit où les navires débarquaient leurs chargements de sel, depuis la Via Salaria. Le Vicus Iugarius s'étendait alors jusque sur la colline du Quirinal. Sous la République puis l'Empire, le terme de Vicus Iugarius ne représente plus qu'une partie de la route archaïque qui est aménagée en rue.

## Origine du nom
Le terme latin iugarius peut être traduit par « joug » ou « crête ». Selon cette dernière traduction, on peut comprendre le nom de la route comme « la route qui suit la crête », sous-entendue la crête de la colline du Capitole qu'elle longe, sûrement afin d'éviter la zone marécageuse qui occupe la dépression entre le Capitole et le Palatin, avant que le Forum ne soit aménagé.
Comme termes latins dérivant de iugarius on trouve iugalis (« lié ensemble ») et iugo (« marier », « joindre »). En français, on retrouve la racine de ce mot dans « joug », « jonction » ou encore « conjugal ».
Iuga et Iugalis font partie des épithètes associés à la déesse Junon, identifiée comme la déesse du mariage. Un autel est dédié à cette divinité sous le nom de Iuno Iuga le long du Vicus Iugarius, mais sa localisation précise n'est pas connue. Bien que les auteurs antiques expliquent que la rue doit son nom à cet autel, il est plus probable que ce soit l'inverse.

## Description
L'une des extrémités du Vicus Iugarius débouche au nord-ouest du Forum Romain, entre le temple de Saturne et la basilique Julia, près du bassin de Servilius. Un arc, construit sous Tibère, marque le départ de la rue depuis le Forum. De l'autre côté, la rue se termine sur le Champ de Mars, près du Forum Holitorium, au niveau de la Porte Carmentale du mur Servien.